# Премія «Золота малина» за найгіршу жіночу роль
Премія «Золота малина» за найгіршу жіночу роль — це нагорода, яку вручають на щорічній церемонії вручення премії «Золота малина» найгіршій акторці попереднього року. До участі допускаються актори-чоловіки, які виступають у дреґ-стилі, оскільки це гумористична нагорода.
Нижче наведено список лауреатів та номінантів цієї премії, а також фільми, за які вони були номіновані.
Категорія «акторка» розширилась до героїнь документальних фільмів.
На сьогодні дві номінації були скасовані. 31 березня 2022 року комітет «Золотої малини» вирішив скасувати номінацію Шеллі Дювалл за її гру у фільмі «Сяйво», заявивши, що нещодавно їм повідомили, що на виконання ролі вплинуло жорстоке поводження до неї з боку режисера Стенлі Кубрика, і що вони не мають наміру карати жертв. 24 січня 2023 року, на наступний день після оголошення номінантів на 43-тю церемонію вручення премії «Золота малина», комітет вирішив скасувати свою номінацію для Раяни Кіри Армстронг після того, як зіткнулися з величезною негативною реакцією на те, що було сприйнято громадськістю як жорстокість, враховуючи той факт, що Армстронг була неповнолітньою на момент номінації.

## Переможниці

### 1980-ті роки
| Рік  | Акторка        | Фільм                       | Персонаж          |
| ---- | -------------- | --------------------------- | ----------------- |
| 1980 | Брук Шилдс     | Блакитна лагуна             | Емелін Лестрейндж |
| 1981 | Бо Дерек       | Тарзан, людина-мавпа        | Джейн Паркер      |
| 1981 | Фей Данавей    | Дорога матуся               | Джоан Кроуфорд    |
| 1982 | Піа Задора     | Метелик                     | Каді Тайлер       |
| 1983 | Піа Задора     | Самотня леді                | Джерілі Ренделл   |
| 1984 | Бо Дерек       | Болеро                      | Ліда МакҐіллівері |
| 1985 | Лінда Блер     | Нічний патруль              | Сью Перман        |
| 1985 | Лінда Блер     | Острів дикунів              | Дейлі             |
| 1985 | Лінда Блер     | Дикі вулиці                 | Бренда            |
| 1986 | Мадонна        | Шанхайський сюрприз         | Ґлорія Тетлок     |
| 1987 | Мадонна        | Хто це дівчисько?           | Ніккі Фінн        |
| 1988 | Лайза Міннеллі | Артур 2: На мілині          | Лінда Маролла Бах |
| 1988 | Лайза Міннеллі | Поліцейський за наймом      | Делла Робертс     |
| 1989 | Гізер Локлір   | Повернення болотяної істоти | Еббі Аркейн       |

### 1990-ті роки
| Рік  | Акторка         | Фільм                               | Персонаж                |
| ---- | --------------- | ----------------------------------- | ----------------------- |
| 1990 | Бо Дерек        | Привиди цього не можуть             | Кеті                    |
| 1991 | Шон Янґ         | Поцілунок перед смертю              | Еллен / Дороті Карлссон |
| 1992 | Мелані Гріффіт  | Світло у темряві                    | Лінда Восс              |
| 1992 | Мелані Гріффіт  | Незнайомка серед нас                | Емілі Іден              |
| 1993 | Мадонна         | Тіло як доказ                       | Ребекка Карлсон         |
| 1994 | Шерон Стоун     | Перехрестя                          | Саллі Істмен            |
| 1994 | Шерон Стоун     | Спеціаліст                          | Мей Мунро               |
| 1995 | Елізабет Берклі | Стриптизерки                        | Номі Мелоун             |
| 1996 | Демі Мур        | Присяжна                            | Енні Лерд               |
| 1996 | Демі Мур        | Стриптиз                            | Ерін Ґрант              |
| 1997 | Демі Мур        | Солдат Джейн                        | Джордан О'Ніл           |
| 1998 | Spice Girls     | Світ Спайс Ґьолз                    | самі себе               |
| 1999 | Гезер Донаг'ю   | Відьма з Блер: Курсова з того світу | сама себе               |

### 2000-ні роки
| Рік  | Акторка         | Фільм                  | Персонаж                      |
| ---- | --------------- | ---------------------- | ----------------------------- |
| 2000 | Мадонна         | Найкращий друг         | Еббі Рейнольдс                |
| 2001 | Мерая Кері      | Блиск                  | Біллі Френк                   |
| 2002 | Мадонна         | Віднесені              | Ембер Лейтон                  |
| 2002 | Брітні Спірс    | Перехрестя             | Люсі                          |
| 2003 | Дженніфер Лопес | Джилі                  | Рікі                          |
| 2004 | Геллі Беррі     | Жінка-кішка            | Пейшенс Філліпс / Жінка-кішка |
| 2005 | Дженні Маккарті | Брудне кохання         | Ребекка Соммерс               |
| 2006 | Шерон Стоун     | Основний інстинкт 2    | Катерина Трамелл              |
| 2007 | Ліндсі Лохан    | Я знаю, хто мене вбив  | Дакота Мосс і Обрі Флемінг    |
| 2008 | Періс Гілтон    | Красуня і страховисько | Кристабель Ебботт             |
| 2009 | Сандра Буллок   | Все про Стіва          | Марія Горовіц                 |

### 2010-ті роки
| Рік  | Акторка                                                           | Фільм                                                | Персонаж                                                                 |
| ---- | ----------------------------------------------------------------- | ---------------------------------------------------- | ------------------------------------------------------------------------ |
| 2010 | Кім Кетролл, Крістін Девіс, Синтія Ніксон та Сара Джессіка Паркер | Секс і місто 2                                       | Саманта Джонс, Шарлотта Йорк Ґолденблатт, Міранда Гоббс та Керрі Бредшоу |
| 2011 | Адам Сендлер                                                      | Джек і Джилл                                         | Джилл Садельстейн                                                        |
| 2012 | Крістен Стюарт                                                    | Білосніжка та мисливець                              | Білосніжка                                                               |
| 2012 | Крістен Стюарт                                                    | Сутінки. Сага. Світанок: Частина 2                   | Белла Свон                                                               |
| 2013 | Тайлер Перрі                                                      | Різдво Медеї                                         | Мейбл «Медея» Сіммонс                                                    |
| 2014 | Кемерон Діас                                                      | Інша жінка                                           | Карлі Віттен                                                             |
| 2014 | Кемерон Діас                                                      | Секс-відео                                           | Енні Гарґров                                                             |
| 2015 | Дакота Джонсон                                                    | П'ятдесят відтінків сірого                           | Анастейша «Ана» Стіл                                                     |
| 2016 | Ребека Тернер                                                     | Америка Гілларі: Таємна історія Демократичної партії | Гілларі Клінтон                                                          |
| 2017 | Тайлер Перрі                                                      | Гелловін Медеї 2                                     | Мейбл «Медея» Сіммонс                                                    |
| 2018 | Мелісса Маккарті                                                  | Іграшки для дорослих                                 | Коні Едвардс                                                             |
| 2018 | Мелісса Маккарті                                                  | Душа компанії                                        | Діанна Майлз                                                             |
| 2019 | Гіларі Дафф                                                       | Привиди Шерон Тейт                                   | Шерон Тейт                                                               |

### 2020-ті роки
| Рік  | Акторка        | Фільм           | Персонаж                        |
| ---- | -------------- | --------------- | ------------------------------- |
| 2020 | Кейт Гадсон    | М’юзік          | Казу «Зу» Ґембл                 |
| 2021 | Джинна де Ваал | Діана: Мюзикл   | принцеса Діана                  |
| 2022 | —              | —               | —                               |
| 2023 | Меган Фокс     | Джонні та Клайд | Алана Гарт                      |
| 2024 | Дакота Джонсон | Мадам Павутина  | Мадам Павутина / Кассандра Вебб |

## Вікові рекорди
| Рекорд                 | Акторка      | Фільм             | Вік               |
| ---------------------- | ------------ | ----------------- | ----------------- |
| Найстарший переможець  | Кім Кетролл  | Секс і місто 2    | 54 роки 188 днів  |
| Найстарший номінант    | Гелен Міррен | Шазам! Лють Богів | 78 років 156 днів |
| Наймолодший переможець | Брук Шилдс   | Блакитна лагуна   | 15 років, 304 дні |
| Наймолодший номінант   | Брук Шилдс   | Блакитна лагуна   | 15 років, 304 дні |

## Декілька перемог
| Перемоги | Актор          |
| -------- | -------------- |
| 5        | Мадонна        |
| 3        | Бо Дерек       |
| 2        | Демі Мур       |
| 2        | Тайлер Перрі   |
| 2        | Шерон Стоун    |
| 2        | Піа Задора     |
| 2        | Дакота Джонсон |

## Декілька номінацій
| Номінації   | Акторка              | Номінації | Акторка             |
| ----------- | -------------------- | --------- | ------------------- |
| 7           | Дженніфер Лопес      | 2         | Дрю Беррімор        |
| 6           | Мелані Гріффіт       | 2         | Геллі Беррі         |
| 6           | Мадонна              | 2         | Сандра Буллок       |
| 6           | Демі Мур             | 2         | Джоан Чень          |
| 5           | Кім Бейсінгер        | 2         | Майлі Сайрус        |
| 5           | Меган Фокс           | 2         | Вупі Голдберг       |
| 5           | Тайлер Перрі         | 2         | Енн Гетевей         |
| 5           | Шерон Стоун          | 2         | Брайс Даллас Говард |
| 4           | Гіларі Дафф          | 2         | Кейт Гадсон         |
| 4           | Фей Данавей          | 2         | Мілла Йовович       |
| 4           | Анджеліна Джолі      | 2         | Даян Кітон          |
| 3           | Джессіка Альба       | 2         | Сондра Лок          |
| 3           | Лінда Блер           | 2         | Мелісса Маккарті    |
| 3           | Бо Дерек             | 2         | Бетт Мідлер         |
| 3           | Кемерон Діас         | 2         | Гелен Міррен        |
| 3           | Кетрін Гейґл         | 2         | Олівія Ньютон-Джон  |
| 3           | Дакота Джонсон       | 2         | Джулія Робертс      |
| 3           | Ліндсі Лохан         | 2         | Таня Робертс        |
| 3           | Бриджит Нільсен      | 2         | Еллі Шиді           |
| 3           | Сара Джессіка Паркер | 2         | Талія Шайр          |
| 3           | Брук Шилдс           | 2         | Алісія Сільверстоун |
| 3           | Крістен Стюарт       | 2         | Барбра Стрейзанд    |
| 3           | Шон Янґ              | 2         | Шарліз Терон        |
|             |                      | 2         | Ума Турман          |
| Наомі Воттс |                      | 2         |                     |
| Піа Задора  |                      | 2         |                     |